# Systremma
Systremma é um gênero de traça pertencente à família Arctiidae.